# 硒化锌

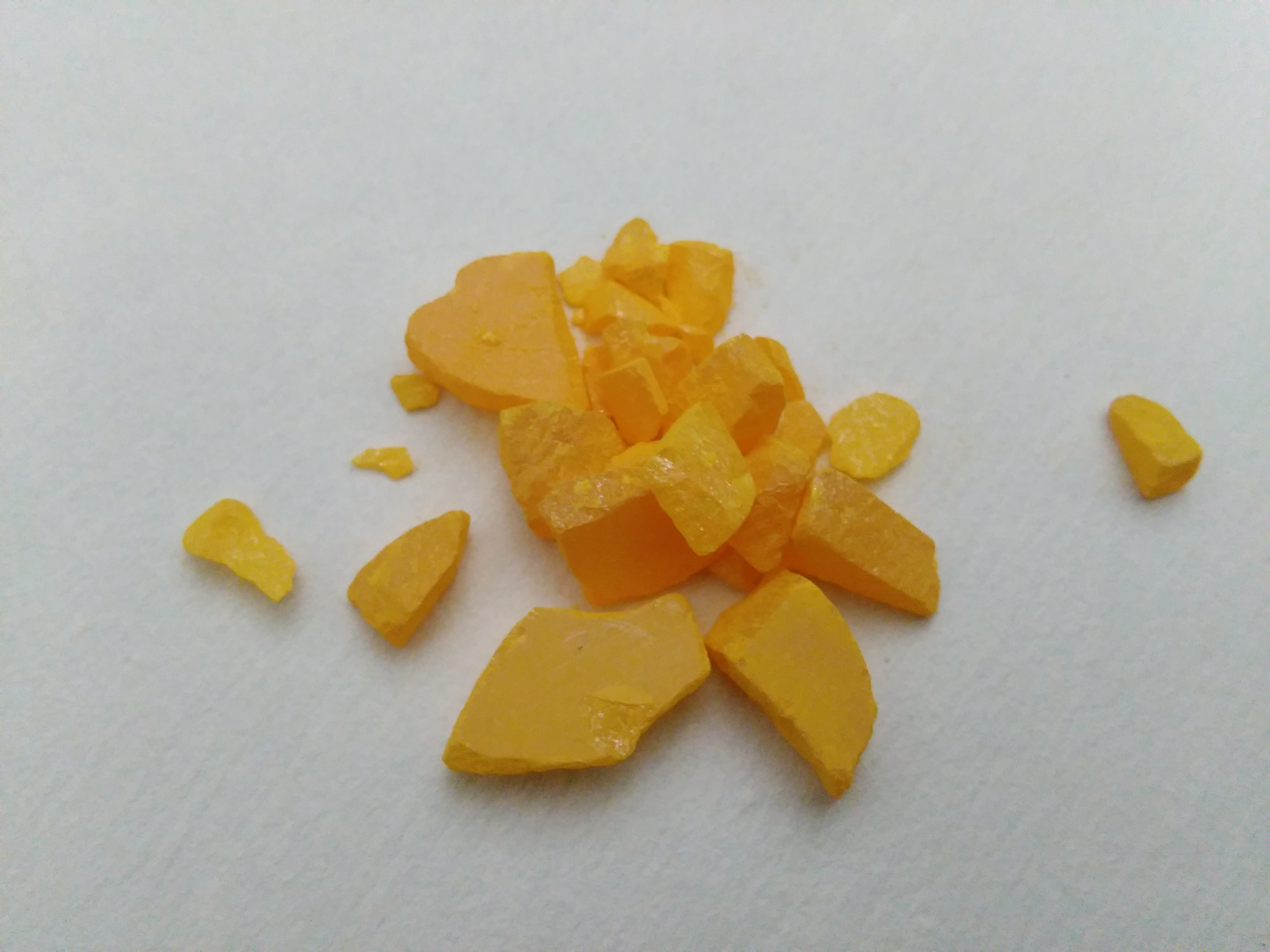
硒化锌固体

硒化锌是一种无机化合物，为黄红色的晶体，化学式为ZnSe。它是一个本征半导体，能隙2.70 eV（25 °C）。硒化锌很少出现在自然界，它出现在方硒锌矿中。

## 制备
将乙酸铵缓冲的硫酸锌稀溶液滴入硒化氢饱和溶液制得，此溶液需要持续通入被稀释的硒化氢（如用氮气或氢气稀释）。尾气用浓硝酸吸收。
Al2Se3 + 6 HCl → 2 AlCl3 + 3 H2Se↑
H2Se + ZnSO4 → ZnSe↓ + H2SO4
用干法也能制备硒化锌，如将硫化锌和亚硒酸的混合物加热至800℃，可以得到该产物：
ZnS + H2SeO3 → ZnSe + SO2↑ + H2O↑
另一种方法是利用氧化锌、硫化锌和硒单质的反应。具体步骤是：取4gZnO、2.5gZnS和6gSe，均匀混合，放入石英坩埚中，在800℃加热15min，即得到产物：
2 ZnO + ZnS + 3 Se → 3 ZnSe + SO2↑

## 化学性质
硒化锌在湿空气中易被氧化。它可溶于稀酸，放出剧毒的H2Se气体：
ZnSe + 2 H+ → Zn2+ + H2Se↑